# Pamětní dvoueurové mince roku 2005

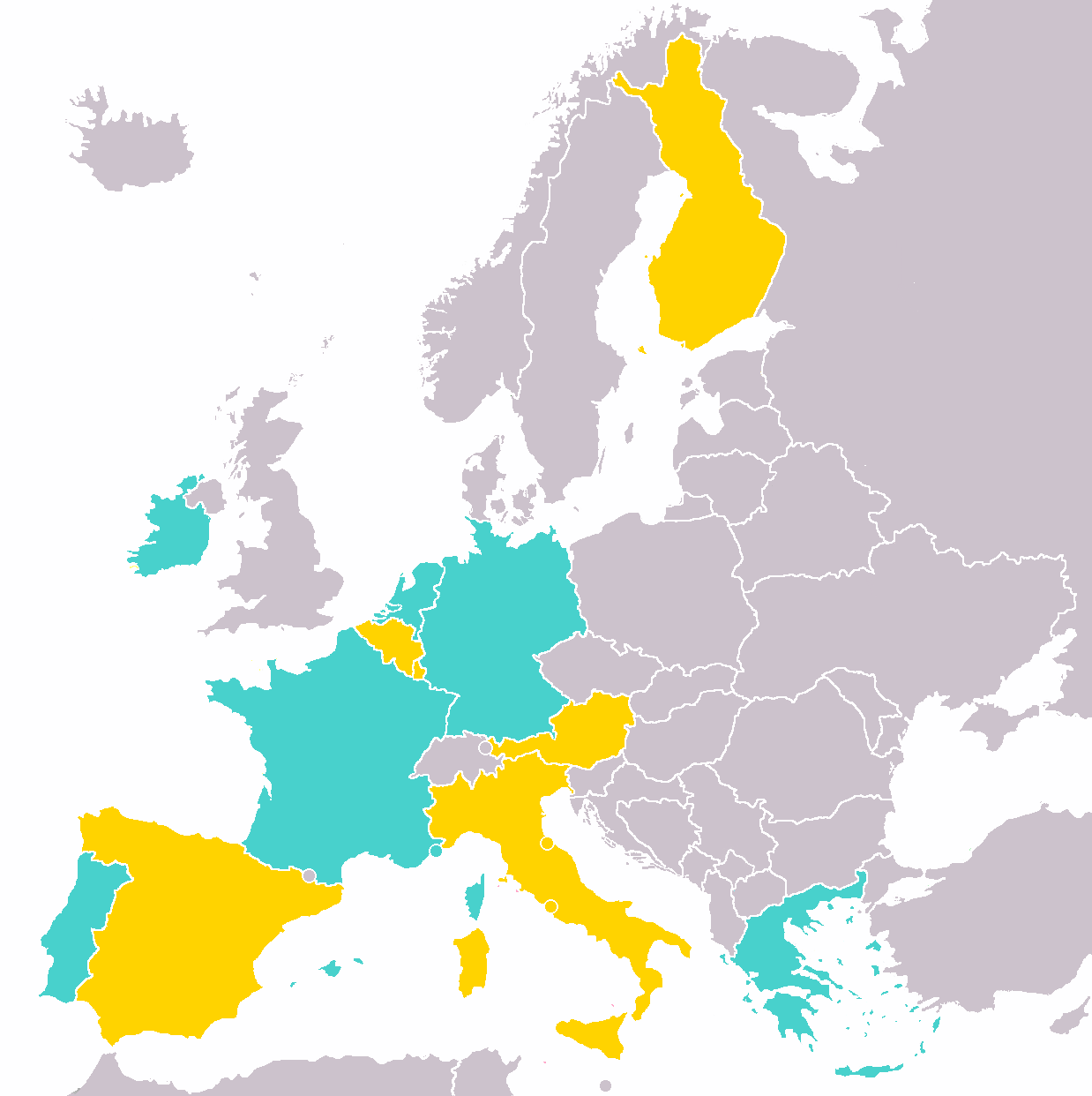
Jedna 2€ pamětní mince
Žádná 2€ pamětní mince
jiný evropský stát

Pamětní dvoueurové mince jsou speciální mince měny euro, které v roce 2005 vydalo osm států.
Evropská unie povolila od roku 2004 členským státům eurozóny (a několika mikrostástům) vydávat omezený počet vlastních pamětních euromincí, ale pouze v hodnotě dvou eur. V roce 2005 této možnosti využilo Lucembursko, Rakousko, Belgie, Španělsko, San Marino, Finsko, Itálie a Vatikán.

## Přehled mincí
| Vydávající stát | Událost | Množství   | Datum            | Popis |
| --------------- | --- | ---------- | ---------------- | --- |
| Lucembursko     | 50. narozeniny a 5. výročí nástupu velkovévody Henriho na trůn a také 100. výročí smrti velkovévody Adolfa | 2 800 000  | 15. únor 2005    | Uprostřed mince jsou zobrazeny podobizny velkovévodů Jindřicha a Adolfa (oba hledí vpravo, podobizna Henriho částečně překrývá Adolfovu). Nad portréty je napsáno „GRANDS-DUCS DE LUXEMBOURG“ a pod nimi „HENRI *1955“ a „ADOLPHE †1905“. Na vnější části je 12 hvězd střídavě s písmeny slova „LËTZEBUERG“ a rokem vydání (dole uprostřed) mezi iniciálou rytce („S“) vlevo a značkou mincovny vpravo. |
| Rakousko        | 50. výročí vyhlášení nezávislosti Rakouska                                                                 | 7 000 000  | 11. květen 2005  | Uprostřed mince jsou zobrazeny pečetě a podpisy prohlášení nezávislosti Rakouska podepsané Ministry zahraničí okupačních zemí Spojenců (Vjačeslav Molotov za Sovětský svaz, John Foster Dulles za USA, Harold Macmillan za Spojené království a Antoine Pinay za Francii), Vysokými komisaři čtyř sektorů a ministrem zahraničí Rakouska (Leopold Figl) 15. května 1955. Nad pečetěmi je nápis „50 JAHRE STAATSVERTRAG“ a pod nimi rok vydání. V pozadí jsou svislé pruhy symbolizující vlajku Rakouska (červená-bílá-červená). Na vnějším mezikruží je pouze 12 hvězd Evropské unie. |
| Belgie          | Belgicko-lucemburská ekonomická unie                                                                       | 6 000 000  | 20. květen 2005  | Uprostřed mince jsou zobrazeny portréty lucemburského velkovévody Henriho a belgického krále Alberta II. dívajíce se doleva. Pod nimi jsou iniciály rytce („LL“ - vpravo) a rok vydání (uprostřed). Ve vnější části je 12 hvězd, značka mincovny (dolní část), monogram Henriho vpravo a monogram Alberta II. vlevo. |
| Španělsko       | 400. výročí prvního vydání Dona Quijota od Miguela de Cervantese                                           | 8 000 000  | 30. červen 2005  | Uprostřed mince je zobrazen Don Quijote držící kopí před větrnými mlýny. Vlevo je vtlačen nápis „ESPAÑA“ (španělsky Španělsko) a pod ním značka mincovny („M“ s korunou). Na vnějšku mince je 12 hvězd, z nichž jsou vpravo čtyři vtlačeny do mince, a rok vydání rozdělený dolní hvězdou („20*05“). |
| San Marino      | Světový rok fyziky 2005                                                                                    | 130 000    | 14. říjen 2005   | Uprostřed mince je volná interpretace alegorické malby Galilea Galileje známá jako La fisica antica nebo Studium planet. Rok vydání je napsaný pod globem stojícím na stole. Značka mincovny („R“) je umístěna vlevo od obrazu a iniciály rytce („LDS“) jsou umístěny vpravo. Nápis „SAN MARINO“ tvoří půlkruh nad obrazem, zatímco nápis „ANNO MONDIALE DELLA FISICA“ tvoří půlkruh pod obrazem. Vnější část mince tvoří 12 hvězd oddělených vnějšími rohy stylizovaného atomu na pozadí celé mince.                                                                                 |
| Finsko          | 60. výročí založení Organizace spojených národů a 50. výročí členství Finska v OSN                         | 2 000 000  | 25. říjen 2005   | Střed mince se skládá z části skládačky, na které je zobrazena holubice - symbol míru. V dolní části prostředku mince je nápis „FINLAND — UN“ a rok vydání. Nad rokem vydání je umělcova iniciála („K“) a značka mincovny („M“) je zobrazena mezi nápisem a holubicí. Vnější mezikruží tvoří pouze 12 hvězd Evropské unie. |
| Itálie          | 1. výročí podpisu Evropské ústavy                                                                          | 18 000 000 | 29. října 2005   | Uprostřed mince je Európa a býk (Zeus) společně s Evropskou ústavou. Európa nad ní drží pero symbolizujíc její podepsání. Značka mincovny („R“) je umístěna vlevo nahoře, rytcovy iniciály („MCC“) vlevo dole a rok vydání vpravo nahoře. Monogram Italské republiky („RI“) je v dolní části, mírně vlevo. Na vnějším kruhu je do půlkruhu nápis „COSTITUZIONE EUROPEA“ a 12 hvězd. |
| Vatikán         | XX. světové dny mládeže v Kolíně nad Rýnem v srpnu 2005                                                    | 100 000    | 6. prosinec 2005 | Ve středu mince je vyobrazení kolínské katedrály a kometa letící na obloze. Nápis „XX GIORNATA MONDIALE DELLA GIOVENTU“ je napsán nahoře. Ve vnějším mezikruží je napsáno „CITTA DEL VATICANO“ (v dolní polovině) a také zobrazeno 12 hvězd (v horní polovině). Rok vydání a značka mincovny („R“) se nacházejí nahoře mezi hvězdami. |